# Liability (Reprise)
"Liability (Reprise)" é uma canção gravada pela cantora e compositora neozelandesa Lorde para seu segundo álbum de estúdio, Melodrama (2017). Ela co-escreveu e co-produziu a faixa com Jack Antonoff. A canção é uma sequência da quinta canção no álbum, "Liability", ecoando os temas da mesma. Lorde afirmou que, originalmente, a canção seria inteiramente a cappella, antes que decidisse "ser sensível" e adicionar uma batida de fundo. Foi uma das últimas faixas a serem adicionadas ao álbum.
A canção foi recebida positivamente por críticos de música, muitos elogiando sua letra, que serve como uma conclusão à narrativa iniciada em "Liability". Erik Thompson, do The Line of Best Fit, afirmou que, apesar de ser uma continuação, a canção se apresenta como uma "declaração artística própria [...] que reflete sentimentos e sensibilidades distintos" em relação ao tópico sensível que permeia as duas faixas. A canção foi parte do set list de sua turnê mundial Melodrama World Tour (2017–18).

## Composição e interpretação da letra
"Liability (Reprise)" foi co-escrita e co-produzida por Lorde (creditada pela composição sob seu nome de nascimento Ella Yelich-O'Connor) e Jack Antonoff. Foi gravada no Westlake Recording Studios em Los Angeles, Califórnia, e no Conway Recording Studios, também em Los Angeles. A canção é composta na tonalidade de dó maior com um andamento de 78 batidas por minuto, enquanto os vocais de Lorde abrangem um intervalo de C3 a G4.
Sua letra é uma continuação de "Liability", quinta canção do álbum. Alexis Rhiannon, da Bustle, considerou que "Liability (Reprise)" é mais "auto-reflexiva", em contraste com a primeira parte, que é "quase autopiedosa". A autora afirmou que a festa, tema comum no álbum, nessa música seria uma metáfora a um relacionamento. Kaitlyn Zorilla,da Atwood Magazine, afirma que "Liability (Reprise)" é a realização do "sentimento de esperança que conclui 'Liability'", considerando o momento quando Lorde canta "but you're not what you thought you were" (mas você não é o que você achou que era) um "momento de trinfo, onde Lorde percebe que não precisa ser um fardo. Nicole Almeida, da mesma publicação, considera que, na canção, é possível "ver as feridas abertas no começo do álbum cicatrizando".

## Créditos
Créditos adaptados das anotações de Melodrama.
Administração
- Publicada por Songs Music Publishing, Sony/ATV Songs, LLC, Ducky Donath Music (BMI)
- Gravada em Westlake Recording Studios (Los Angeles, Califórnia), Conway Recording Studios (Los Angeles)
- Misturada em Electric Lady Studios (Nova Iorque, Nova Iorque)
- Masterizada em Sterling Sound Studios (Nova Iorque)

Pessoal
| - Lorde – composição, vocais, produção - Jack Antonoff – composição, produção - Tom Elmhirst – mistura | - Brandon Bost – assistência de mistura - Laura Sisk – engenharia - Eric Eylands – assistência de engenharia | - Barry McCready – assistência de engenharia - Seth Paris – assistência de engenharia - Randy Merrill – masterização |